# Lista caten księżycowych
Poniższa lista przedstawia spis caten, czyli łańcuchów kraterów na Księżycu.
| Nazwa             | Współrzędne selenograficzne           | Średnica (km) | Pochodzenie nazwy                     |
| ----------------- | ------------------------------------- | ------------- | ------------------------------------- |
| Catena Abulfeda   | ☾ 16,9°S 17,2°E/-16,900000 17,200000  | 219           | Pobliski krater Abulfeda              |
| Catena Artamonov  | ☾ 26,0°N 105,9°E/26,000000 105,900000 | 134           | Pobliski krater Artamonov             |
| Catena Brigitte   | ☾ 18,5°N 27,5°E/18,500000 27,500000   | 5             | Francuski odpowiednik imienia Brygida |
| Catena Davy       | ☾ 11,0°S 7,0°W/-11,000000 -7,000000   | 50            | Pobliski krater Davy                  |
| Catena Dziewulski | ☾ 19,0°N 100,0°E/19,000000 100,000000 | 80            | Pobliski krater Dziewulski            |
| Catena Gregory    | ☾ 0,6°S 129,9°E/-0,600000 129,900000  | 152           | Pobliski krater Gregory               |
| Catena Humboldt   | ☾ 21,5°S 84,6°E/-21,500000 84,600000  | 165           | Pobliski krater Humboldt              |
| Catena Krafft     | ☾ 15,0°N 72,0°W/15,000000 -72,000000  | 60            | Pobliski krater Krafft                |
| Catena Kurchatov  | ☾ 37,2°N 136,3°E/37,200000 136,300000 | 226           | Pobliski krater Kurchatov             |
| Catena Leuschner  | ☾ 4,7°N 110,1°W/4,700000 -110,100000  | 364           | Pobliski krater Leuschner             |
| Catena Littrow    | ☾ 22,2°N 29,5°E/22,200000 29,500000   | 10            | Pobliski krater Littrow               |
| Catena Lucretius  | ☾ 3,4°S 126,1°W/-3,400000 -126,100000 | 271           | Pobliski krater Lucretius             |
| Catena Mendeleev  | ☾ 6,3°N 139,4°E/6,300000 139,400000   | 188           | Pobliski krater Mendeleev             |
| Catena Michelson  | ☾ 1,4°N 113,4°W/1,400000 -113,400000  | 456           | Pobliski krater Michelson             |
| Catena Pierre     | ☾ 19,8°N 31,8°W/19,800000 -31,800000  | 9             | Francuski odpowiednik imienia Piotr   |
| Catena Sumner     | ☾ 37,3°N 112,3°E/37,300000 112,300000 | 247           | Pobliski krater Sumner                |
| Catena Sylvester  | ☾ 81,4°N 86,2°E/81,400000 86,200000   | 173           | Pobliski krater Sylvester             |
| Catena Taruntius  | ☾ 3,0°N 48,0°E/3,000000 48,000000     | 100           | Pobliski krater Taruntius             |
| Catena Timocharis | ☾ 29,0°N 13,0°W/29,000000 -13,000000  | 50            | Pobliski krater Timocharis            |
| Catena Yuri       | ☾ 24,4°N 30,4°W/24,400000 -30,400000  | 5             | Rosyjski odpowiednik imienia Jerzy    |